# Das Traumschiff: Bora Bora
Das Traumschiff: Bora Bora ist ein deutscher Fernsehfilm unter der Regie von Hans-Jürgen Tögel, der am 1. Januar 2011 im ZDF seine Erstausstrahlung hatte. Es ist die 64. Folge der Fernsehreihe Das Traumschiff.

## Handlung
Für Traumschiff-Kapitän Paulsen, seiner Crew und die Bordpassagiere geht es diesmal nach Bora Bora. Die Crew begrüßt den neuen Schiffsarzt Dr. Wolf Sander. Im Mittelpunkt der Handlung stehen die Schwestern Melanie und Julia, die seit 15 Jahren das Gesangs-Duo „Sunny Girls“ bilden. Sie wollen die Passagiere mit ihrem Programm an Bord unterhalten. Der vom Schiffsdirektor engagierte Pianist Kai Brückner ist Julias heimlicher Verlobter, wovon ihre Schwester Melanie nichts ahnt.
Mit ihm will Julia sesshaft werden. Nun muss sie ihren Ausstieg aus dem Duo nur noch ihrer Schwester beibringen. 
Nina, Sommelière auf der MS Deutschland, bekommt überraschend Besuch von ihrem Vater.
Die Witwe Hilde Baumgarten will nicht mehr allein sein und hat per Kontaktanzeige Familienanschluss gesucht. 
Aus diesem Grund hat sie sich mit Familie Hoffmann auf dem Schiff verabredet. 
Die Tochter der Hoffmanns hat den Verlust ihrer Oma noch nicht verarbeitet. Das Mädchen freundet sich mit „Ersatzoma“ Hilde an.

## Hintergrund
Das Traumschiff: Bora Bora wurde vom 4. Januar 2010 bis zum 10. Februar 2010 in Bora Bora gedreht. Produziert wurde der Film von der Polyphon Film- und Fernsehgesellschaft.

## Rezeption

### Einschaltquoten
Bei der Erstausstrahlung am 1. Januar 2011 wurde Das Traumschiff in Deutschland von 8,95 Millionen Zuschauern gesehen, was für das ZDF einen Marktanteil von 24,0 Prozent einbrachte.